# Новий Орлеан (будівля)
Новий Орлеан — хмарочос у голландському місті Роттердам, спроєктований Альваро Сіза .
Будівля розташована на вулиці Отто Ройхлінвег на пірсі Вільгельміна і межує з річкою Ньїве-Маас. Дозвіл на будівництво «Нового Орлеана» було отримано у 2007 році. Будівля досягла найвищої точки навесні 2010 року і була офіційно відкрита 6 листопада 2010 року. Будівля висотою 158,35 метра є третьою за висотою будівлею в Роттердамі та Нідерландах і другою за висотою житловою вежею. Під нею і поруч з нею розташований багатопрофільний театр LantarenVenster з п'ятьма театральними залами та спеціальною джазовою сценою.
Комплекс житлових веж Де Залмхавен (215 метрів) потіснив Новий Орлеан як найвищу житлову вежу.
Будівля містить офіси та квартири. На 45 поверхах побудовано 47 власних та 187 орендних квартир. Ця вежа є частиною плану реконструкції пірсу Вільгельміна.

## Галерея

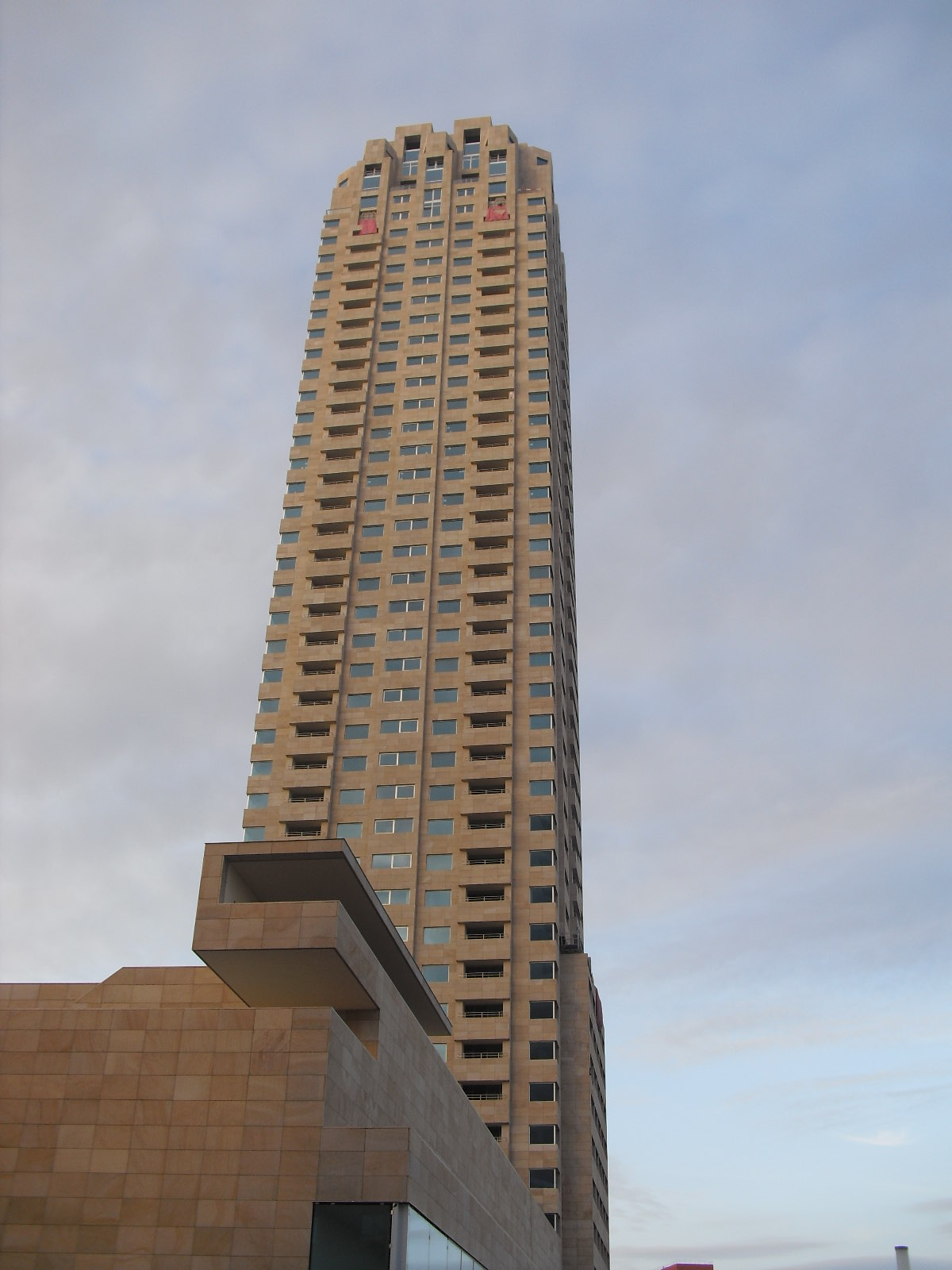
11 вересня 2010
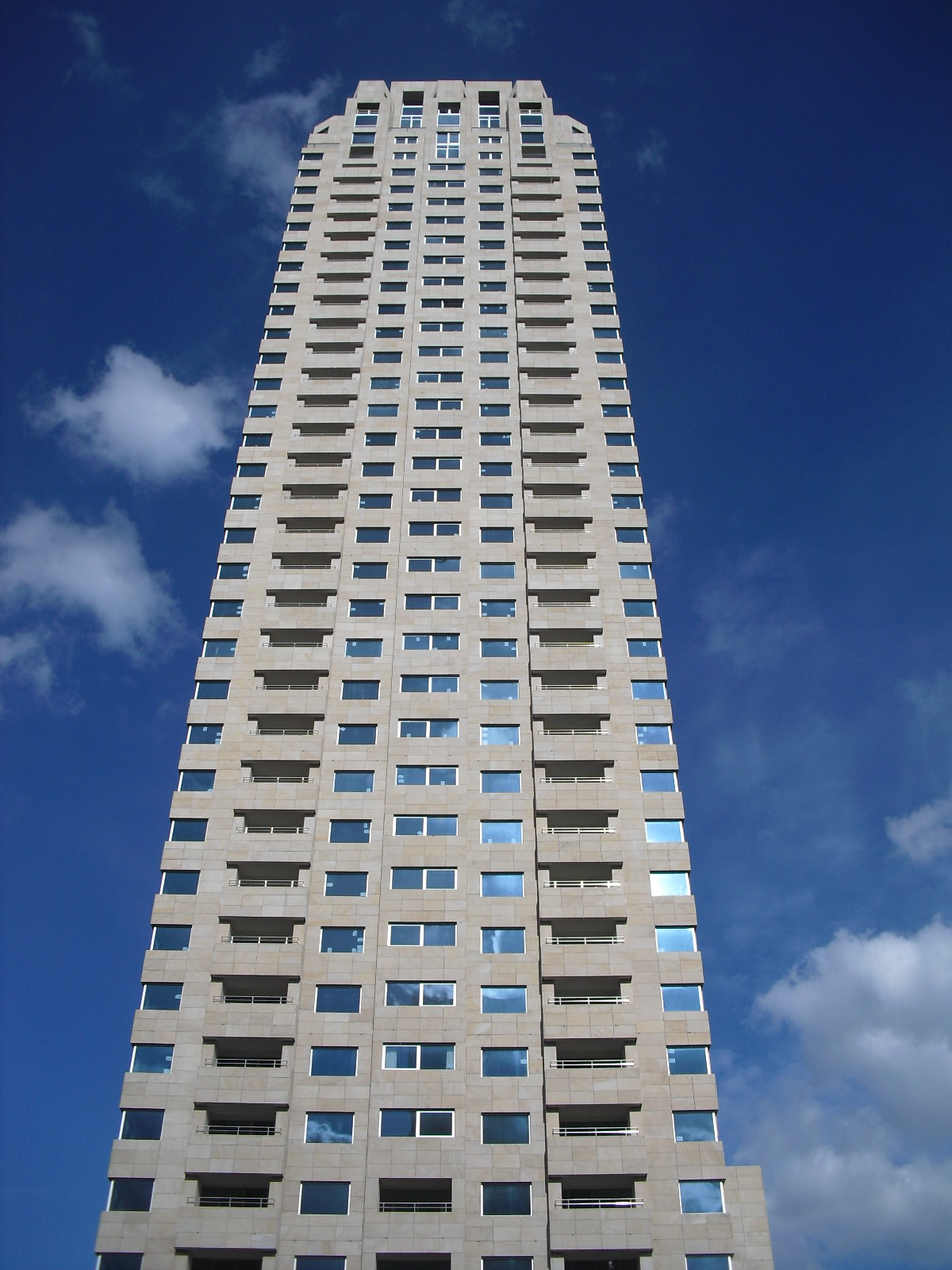
18 вересня 2010
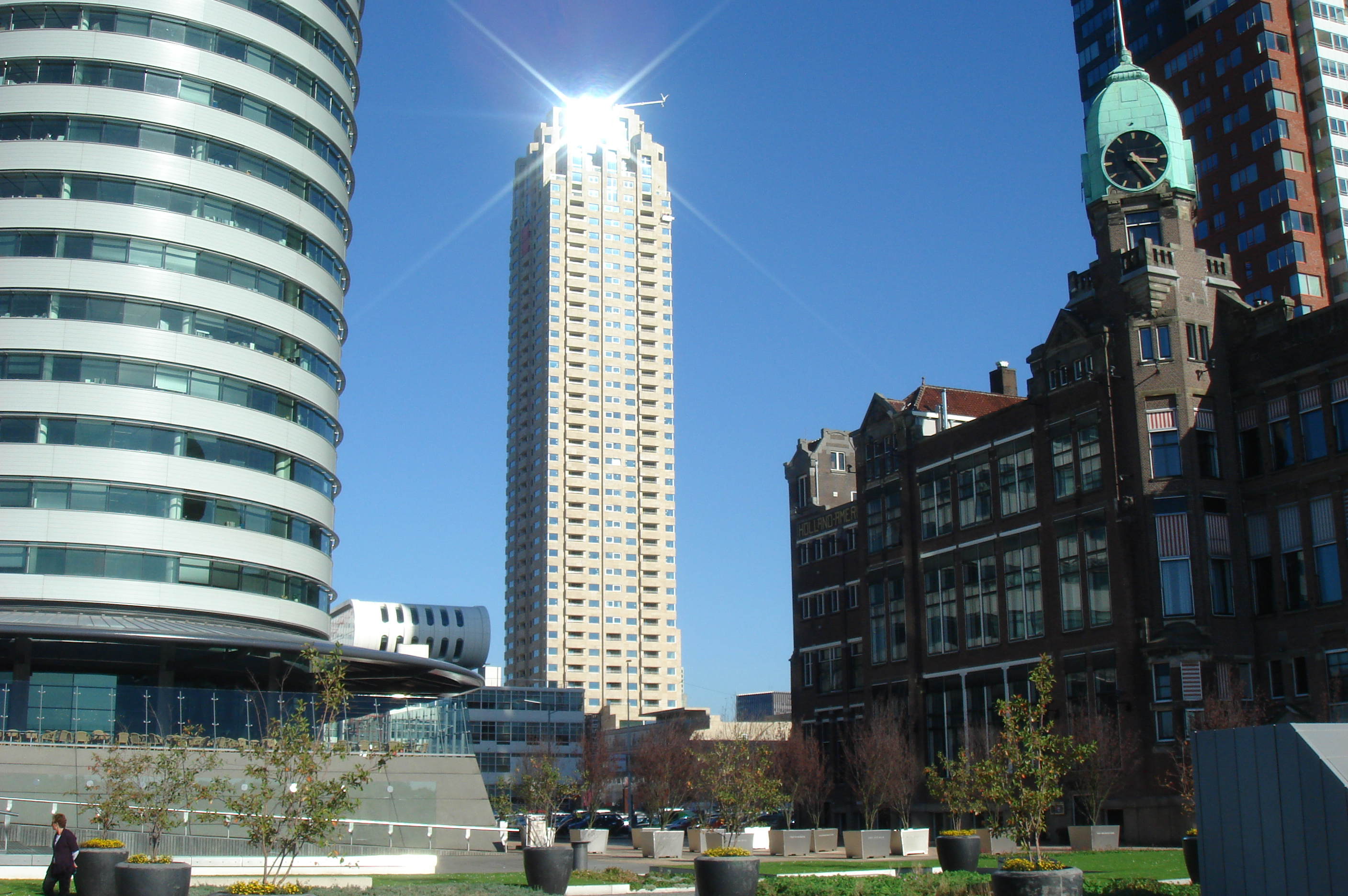
18 жовтня 2010